# Drake Jensen
Drake Jensen (15 de abril de 1970) es un cantante canadiense de música country.

## Biografía
Drake Jensen nació en Glace Bay, Nueva Escocia, en la Isla del Cabo Bretón. Desde los cuatro años se encuentra influenciado por el amor de su madre por la música country, conectando con John Denver con la canción "Country Roads".

## Premios
- Mayo 2012 - Montreal's Fondation Emergence awarded Jensen with their annual Coup de Chapeau (Hats Off) Award in recognition of his contribution to the fight against homophobia.[3][4][5][6]

## Vida personal
En 2007 se muda a Ottawa y en 2008 se casa con su compañero Sean Michael Morin quien es también su personal mánager.

## Discografía

### Álbumes de estudio
| Títulos                  | Detalles del álbum | Peak chart positions | Peak chart positions |
| Títulos                  | Detalles del álbum | US Country           | US                   |
| ------------------------ | --- | -------------------- | -------------------- |
| On My Way to Finding You | - Lanzamiento: 1 de mayo de 2011 - Discográfica: Soaring Eagle Productions - Formatos: CD, Descarga de música                                              | —                    | —                    |
| Christmas At Home        | - Release date: 12 Nov 2012 - First sencillo released: Christmas At Home, 22 Oct 2012 - Label: Soaring Eagle Productions - Formats: CD, Descarga de música | —                    | —                    |
| OUTlaw                   | - Release date: Feb 2013 - Primer sencillo estrenado: TBA - Discográfica: Soaring Eagle Productions - Formatos: CD, Descarga de música                     | —                    | —                    |

### Sencillos
| Año  | Sencillo                   | Peak positions | Peak positions | Álbum                    |
| Año  | Sencillo                   | CAN            | Eur            | Álbum                    |
| ---- | -------------------------- | -------------- | -------------- | ------------------------ |
| 2001 | "A Little Good News"       | —              | —              | —                        |
| 2011 | "Wash Me Away"             | —              | 16             | On My Way to Finding You |
| 2011 | "All You Need"             | —              | —              | On My Way to Finding You |
| 2011 | "Little Toy Trains"        | —              | —              | —                        |
| 2012 | "On My Way to Finding You" | —              | —              | On My Way to Finding You |
| 2012 | "Scars"                    | —              | —              | —                        |
| 2012 | "Still on the Radio"       | —              | —              | On My Way to Finding You |
| 2012 | "Christmas At Home"        | —              | —              | Christmas At Home        |

### Vídeos musicales
| Año  | Vídeo                                     | Director        | Editor           |
| ---- | ----------------------------------------- | --------------- | ---------------- |
| 2011 | "All You Need"                            | Blake Faucette  | Blake Faucette   |
| 2012 | "On My Way to Finding You"                | Jacob P. Fergus | Jacob P. Fergus  |
| 2012 | "Stand By Your Man (feat. Willam Belli )" | Michael Serrato | Chris Vanderwall |